# SOSUS
音響監視システム（英語: Sound Surveillance System, SOSUS、ソーサス）は、アメリカ海軍の水中固定聴音機（海底に設置されたパッシブ・ソナー）を用いた海洋監視システム。

## SOFAR
アメリカ海軍では、1940年代から海洋における音波伝搬の研究に着手し、音源の探知や位置極限に関する実験が行われた。この際にモーリス・ユーイング博士たちが発見したのが深海サウンドチャネル (SOFAR channel) であった。海中での音速は水温・塩分・圧力の影響を受けるため、深海等温層と主水温躍層のあいだで、音速が最小となる。この音速極小点は、音線（音の伝播経路）に対して一種のレンズのように働くため、これを中心とした深海サウンドチャネルのなかで放射されたエネルギーはチャネル内に留まり、海面や海底への反射による音響的損失を生じにくい。このため、中程度の音響出力であっても、非常に長距離まで伝搬することができた。
これを活用して、まず配備されたのがSOFAR（Sound Fixing and Ranging）システムであった。これは洋上で墜落した飛行士の捜索救難のためのシステムであり、墜落した飛行士が爆発させた小さな爆弾 (Sofar bomb) の音をハイドロフォンで捉えて、三角測量によって飛行士を発見するというものであった。そしてまもなく、このシステムは潜水艦の長距離探知に応用されるようになった。1949年、海軍研究試験所 (NRL) は、カリフォルニア州ポイント・スール沖のSOFARハイドロフォンによって潜水艦を10–15海里 (19–28 km)の距離で探知し、年末までには探知距離は数百海里にまで延伸された。

## LOFAR
当時、ベルリン封鎖などを通じて冷戦構造が顕在化しつつあり、ソ連に対する備えの必要性が叫ばれていたが、ソ連海軍はズールー型やウィスキー型など、UボートXXI型に範をとった水中高速潜の配備を進めていたことから、対潜戦能力の整備には高い優先度が与えられた。この一環として、1950年からハートウェル計画が発動された。この研究は、500ヘルツ以下という超低周波を対象として、最低限20波長以上のソナー・アレイを作り（500ヘルツなら60メートル、100ヘルツなら300メートル）、深海サウンドチャネルを利用して長距離探知を行うもので、リアルタイムでスペクトル分析を行うことも提言された。一方、潜水艦開発グループからは、8分の1オクターブのフィルターを使用した潜水艦探知や、100ヘルツをピークとして25ヘルツから200ヘルツという低周波の潜水艦音響信号の発見が公表された。またベル研究所が参加したジェジベル計画（Project Jezebel）では、低周波音の分析および記録（low frequency analysis and recording, LOFAR）のためのパラメーターが明らかにされ、分析幅1～0.5ヘルツのリアルタイム・スペクトル分析器が提案された。
1951年には、バハマ・エルーセラ島にハイドロフォンをつけたブイ6つ（3つは水深12メートル、2つは293メートル、1つは305メートル）と、ハイドロフォン40個から構成される長さ305メートルのリニアアレイ1つ（水深439メートル）が設置され、1952年4月には、将官達の前でデモンストレーションを成功させた。これを受けて、全米研究評議会水中戦委員会はLOFARを潜水艦探知のブレークスルーと宣言し、海軍はシーザー計画を開始した。この計画では、長距離探知・類別システムの製造・設置についてベル研究所と契約を締結し、この契約をもって、システム名はSOSUSと称されるようになった。

## SOSUS
当初計画では、設置場所は当初はセーブル島、ハッテラス岬、バミューダ諸島など大西洋の6ヶ所とされていた。1952年9月には3ヶ所、1954年1月には更に3ヶ所増えて12ヶ所となった。同年5月には太平洋にも拡張されることになり、太平洋側には7基のアレイが設置された。またアルジェンシャには浅深度の水中固定聴音機が設置された。これらのシステムは1960年末までに運用状態に移行した。また1962年には、バミューダ北西に22基目のアレイが設置された。
シーザー計画によって敷設されたシステムはSOSUSフェーズIと位置付けられており、水深1,000尋（1,818 m）に敷設された1,000フィート (300 m)長のリニアアレイから構成されていた。標準的には、これらのアレイは40個のハイドロフォンから構成されており、幅5度の音響ビームを形成した。
当時、水上航走やシュノーケル航走が不要な原子力潜水艦の配備が進展したことで、レーダーやアクティブ・ソナーなどによる探知可能性は極めて低くなっていたのに対し、原子力潜水艦は常に原子炉や蒸気タービンからノイズを発生するという特性があり、パッシブ・ソナーによる聴知は有望と期待された。アメリカ海軍では、SOSUSと攻撃型原子力潜水艦（SSN）、対潜哨戒機によるパッシブ対潜戦システムを構築し、これに対抗した。1961年には、アメリカからイギリスに航行する原子力潜水艦「ジョージ・ワシントン」を追尾して、まずその能力を実証した。1962年のキューバ危機では、ソ連海軍のフォックストロット型潜水艦の探知に成功した。また1963年の「スレッシャー」の喪失、1968年の「スコーピオン」の喪失の際には、沈没位置特定にも重要な役割を果たした。
続いてフェーズIIとして、前方地域への展開が着手された。これは1962年にアダック島に配備された長距離探知用OBOEアレイの成功を踏まえたものであり、極東、北大西洋およびノルウェー海に配備された。1970年初頭には北アメリカおよび西ヨーロッパに追加のアレイが配備されたほか、同時期には西太平洋および中部太平洋にもアレイが配備された。
しかしソビエト連邦は諜報活動などによってこのパッシブ対潜戦システムの重要性に気づき、1970年代中期から、ヴィクターIII型SSN（671RTM型）やチャーリーII型SSGN（670M型）、デルタ型SSBN（667B型）など、対抗策を講じて静粛性を格段に向上させた潜水艦の艦隊配備を開始した。またSOSUSアレイを回避するなどの対抗戦術も出現し、アメリカ軍のパッシブ対潜戦システムの効果は減殺されはじめていた。このことから1984年から、SOSUSを補完して機動的運用される広域捜索センサーとして、AN/UQQ-2 SURTASSが配備された。SOSUSとSURTASSの音響信号処理は海軍海洋信号処理施設（Naval Ocean Processing Facility, NOPF）で一元的に行われており、1985年には、SOSUSとSURTASSの組み合わせは、統合水中監視システム（IUSS）として認知された。
IUSSは、最盛期には16ヶ所のSOSUSサイトと19隻の音響測定艦（T-AGOS）、人員4,000名を擁していた。しかし冷戦終結を受けてソ連潜水艦を探知する必要性は急激に低下し、1989年から1993年の間に予算は60パーセント削減され、94年までに人員は1,000名、サイトは4ヶ所、T-AGOSは8隻にまで削減された。ミッドウェーとハワイのセンサーは廃止され、サンニコラス島のセンサーは科学的研究に開放された。
2018年現在、SOSUSは潜水艦探知というよりは、地震学や海洋哺乳類の回遊、地球温暖化といった海洋学の研究、そして麻薬密輸阻止といった法執行機関のニーズに用いられている。SOSUSが欠けたのちのIUSSは、SURTASSのほかにLFAとNDSで構成されていると推定されている。NDSは分散型ネット・システムと称されており、SOSUSにかわる固定型センサーと考えられる。SOSUSのいくつかの監視機能を備えているが、陸上を介さずに直接に洋上艦艇と交信できるほか、音響以外のセンサを搭載しているという説もある。LFAは音響測定艦（T-AGOS）搭載の大出力・低周波アクティブ・ソナーである。

## 他国の類似システム
ソ連海軍も水中固定捜索局を展開していたが、財政悪化により施設が老朽化し、探知センサーが他国の沿岸に打ち揚げられたケースもある。
中国海軍も同様の設備の充実に力を注いでおり、「水下的強網系統」と称するものが南シナ海、東シナ海、黄海に展開されつつある。
海上自衛隊も水中固定聴音機を設置しているが、これは西太平洋のSOSUSと連接されていた可能性が示唆されている。